# عبیدالله کلیمزی وردک
عبیدالله کلیمزی وردک (زاده ۱۳۵۷ ولسوالی سیدآباد ولایت میدان وردک) سیاستمدار افغانستان و نماینده مردم ولایت کابل در دوره شانزدهم مجلس نمایندگان است. وی در مجلس شانزدهم نمایندگان افغانستان عضو کمیسیون مواصلات، مخابرات، امور انکشاف شهری، تهیه مسکن، تهیه آب و برق و امور شاروالی‌ها می‌باشد.

## زندگی‌نامه
عبیدالله کلیمزی وردک زاده ۱۳۵۷ از ولسوالی سیدآباد ولایت میدان وردک می‌باشد. ایشان مدرک لیسانس خود را در رشته طب معالجه‌ای در سال ۱۳۸۴ از دانشگاه کابل بدست آورد 

## دیگر فعالیت‌ها
دیگر فعالیت‌های ایشان:
- چهار سال فعالیت در بخش صحت در دفتر USAID.
- تجارت شخصی.
- رئیس کمیسیون پولی کلینیک مرکزی.
- معاون کمپانی بوتیک بلدرز.